# Paracles bicolor
Paracles bicolor är en fjärilsart som beskrevs av Alpheus Spring Packard 1869. Paracles bicolor ingår i släktet Paracles och familjen björnspinnare. Inga underarter finns listade i Catalogue of Life.